# Gerard van Beek
Gerard van Beek (ur. 1 listopada 1923 w Volendamie, zm. 15 marca 1951 w Berlinie) – holenderski kolarz szosowy i torowy, brązowy medalista szosowych mistrzostw świata.

## Kariera
Największy sukces w karierze Gerard van Beek osiągnął w 1947 roku, kiedy zdobył brązowy medal w wyścigu ze startu wspólnego amatorów podczas szosowych mistrzostw świata w Reims. W zawodach tych wyprzedził go jedynie dwaj Włosi: Adolfo Ferrari oraz Silvio Pedroni. Był to jednak jedyny medal wywalczony przez van Beeka na międzynarodowej imprezie tej rangi. Ponadto wygrał holenderski Ronde van Noord-Holland w 1947 roku oraz po jednym etapie Ronde van Nederland w 1948 i 1949 roku. W 1947 roku zdobył mistrzostwo kraju w drużynowej jeździe na czas. Startował także na torze, zdobywając między innymi trzy medale w indywidualnym wyścigu na dochodzenie: srebrne w latach 1948 i 1949 oraz brązowy w 1950 roku. Nigdy nie wystąpił na igrzyskach olimpijskich. Jako zawodowiec startował w latach 1947–1951.
van Beek zginął 15 marca 1951 roku podczas torowych zawodów cykli Six Days. W trakcie zawodów zderzył się z reprezentantem gospodarzy – Rudim Mirke, w wyniku czego doznał pęknięcia kości czaszki, co doprowadziło do jego śmierci.